# Leone Barbaro
Leone Maria Barbaro (Roma, 20 ottobre 1993) è un canottiere italiano.

## Palmarès
- Campionati del mondo di canottaggio

Chungju 2013: oro nell'otto pesi leggeri;
Amsterdam 2014: argento nell'otto pesi leggeri;
Sarasota 2017: oro nel quattro senza pesi leggeri;
- Campionati del mondo di canottaggio U23

Trakay 2012: oro nel quattro di coppia pesi leggeri;
Plovdiv 2015: oro nel quattro senza pesi leggeri;
- Universiade

Kazan' 2013: bronzo nel doppio pesi leggeri